# 初心運転者標識

初心運転者標識

初心運転者標識（しょしんうんてんしゃひょうしき）とは、日本の道路交通法に基づく標識。
1972年（昭和47年）10月1日から導入された。普通自動車一種運転免許証等を取得した者は、１年間は車両の前後に初心運転者標識を掲示する義務がある。
矢羽のような形状をしていて、左が黄色、右が緑に塗り分けられている。若葉のように見える事から若葉マーク（わかばマーク）や、初心者マーク（しょしんしゃマーク）の通称で呼ばれる。
転じて、交通分野以外でも｢初心者向け｣を意味するアイコンとして使用される(後述)。

## 概要
道路交通法第71条の5第1項並びに第2項で定められている。準中型自動車運転免許証を受けていた期間（当該免許の効力が停止されていた期間を除く）が通算して1年に達しないもの、普通自動車一種運転免許証免許を受けていた期間（当該免許の効力が停止されていた期間を除く）が通算して1年に達しないものは、運転する車両の前後の視認性の高い部分（地上0.4 - 1.2 m以内）に掲示する義務があり、また周囲の運転者はこの標識を掲示した車両を保護する義務を有し、幅寄せ・割り込み（危険を避けるためやむを得ない場合は除く）などの行為を行なってはならないと定められており、表示車に対して実行した場合は交通違反となる（詳細は初心運転者等保護義務違反を参照）。
掲示義務を課されている運転手が、掲示を怠った場合は違反点数1点が、初心運転者に対する妨害行為をした運転手に対しては、やはり違反点数1点が加算される。
当初は、糊面で貼り付けるステッカー（シール）タイプが主流であったが、剥がすときに糊が残る問題があった。現在市販される初心運転者標識は、裏面が磁石になっていて、鋼製の車体に貼り付けることができる「マグネットタイプ」と、主に後部のボディがアルミニウム合金向けに、車内から窓ガラス等に貼り付けることができる「吸盤タイプ」の2種類が主に出回っている。マグネット・吸盤、いずれも使えない場合は、糊が残らない「ステッカータイプ」を選択することとなる。
指定自動車教習所で、初めて準中型自動車課程又は普通自動車課程を卒業した者は、その教習所のサービスや卒業記念として、無料で初心運転者標識を貰える場合もある。

## 取得後1年以上の者
上述したように、準中型自動車免許取得1年未満の者又は普通自動車免許取得1年未満の者には表示の義務がある。それ以外の者については何ら規定がないため、取得後1年以上の者が初心運転者標識を表示した自動車を運転しても罰則等はない。長期間にわたって自動車を運転していないペーパードライバーが運転する際、自動車の操縦に不安があるために表示する例がある。
警察庁の見解は「この法律の目的は、準中型自動車運転免許証又は普通自動車運転免許証を受けて1年未満の運転者の交通事故防止と保護にあり、それ以外の人が初心者マークを表示して運転することは、法律の予定するところではない（＝つまり想定していない）」ということである。

## 初心運転者標識表示の免除
以下の場合、初心運転者標識の義務は課されない。
- 普通免許を保有した期間が（免停期間を除いて）過去に通算2年以上あり、現に普通免許を持った状態で準中型免許を受けた場合
- 過去に上位免許を有していたものの何らかの事由で無効となり、それから6か月以内に下位免許を取得する場合
- 過去に同一の免許を1年以上受けていて、再試験未受験・不合格に伴う免許取り消し、そのようなタイミングでの返納以外の理由で免許が無効となり、それから6か月以内に同一免許を取得する場合
- 免許取得後に上位免許を受けた場合

## 応用
運転免許証に限らず、新人や初心者や研修者を対象とした目印（初心者歓迎、初心者の方へなど）にも、若葉マークと同じ印が使われる事がよくある。
また、初心者マークを日本で初めて作ったのは、ニチレイマグネット株式会社、創始者の前橋清(まえはしきよし)である。
マグネットというと固くて黒いというのが一般的なイメージだった時代に、はさみで自由に切ることができるほど薄く、まげても割れないフレキシブルなシート状のマグネット「マグネシート®」を1969年誕生させて以来、1974年には世界で初めて鉄箔（50μ）を面材として開発製品化しボードや壁に取り付けて、磁石が貼れる仕組みを作った。

## 符号位置
携帯電話などの絵文字には、初心者マークがある。Unicode 6.0にも採用されたので、さまざまな環境で文字として使用が可能である。主に、はじめに使う人のアドバイスを示す箇所などに一般的に用いられる。
| 記号 | Unicode | JIS X 0213 | 文字参照            | 名称                                                         |
| ---- | ------- | ---------- | ------------------- | ------------------------------------------------------------ |
| 🔰   | U+1F530 | -          | &#x1F530; &#128304; | Japanese Symbol For Beginner （EZweb絵文字・SoftBank絵文字） |